# Chiesa di Santa Maria Assunta (Torviscosa)
La chiesa di Santa Maria Assunta è la parrocchiale di Torviscosa, in provincia ed arcidiocesi di Udine; fa parte della forania della Bassa Friulana.

## Storia
La chiesa di Torviscosa venne costruita nel 1727 e consacrata nel 1759 dall'arcivescovo di Gorizia Carlo Michele d'Attems. All'inizio la chiesa era filiale della pieve di Porpetto, ma, successivamente, fu eretta a parrocchiale per interessamento dei marchesi Savorgnan. L'edificio fu poi ristrutturato nella prima metà del Novecento. Nel luglio 2018, in seguito alla soppressione della forania di Porpetto, la parrocchia di Torviscosa fu aggregata alla neo-costituita forania della Bassa Friulana.

## Descrizione ed interno
La facciata della chiesa è tripartita da lesene, presenta al centro il portale barocco ed una nicchia che ospita una statua della Madonna ed il suo timpano ha un piccolo rosone. Il campanile, contiguo alla parrocchiale, ha su tutti quattro i lati monofore a tutto sesto. All'interno, ad un'unica navata, è posta una scultura lignea cinquecentesca di scuola tolmezzina raffigurante la Madonna con Bambino.
Nel coro sono presenti 4 vetrate, con le raffigurazioni di Santa Teresa, San Pietro, San Paolo e San Francesco. Pregiate sono pure le 8 vetrate policrome della navata, eseguite negli anni 1938-40.

## Parrocchia
La parrocchia di Torviscosa comprende altre due chiese: quella della Beata Vergine di Fatima a Villaggio Roma, risalente al Novecento, e quella della Madonna della Salute in località Fornelli di Sotto.